# Juan Chabret Bru
Juan Chabret Bru fou un advocat i polític valencià, fill d'Antonio Chabret Fraga, originari de Sagunt. El 1910 fou nomenat curador del teatre romà de Sagunt. Militant del Partit d'Unió Republicana Autonomista (PURA), fou elegit diputat per la província de València a les eleccions generals espanyoles de 1933. També fou alcalde de Sagunt entre 1931 i 1936.